# Nam Thắng, Tiền Hải
Nam Thắng là một xã cũ thuộc huyện Tiền Hải, tỉnh Thái Bình, Việt Nam.

## Địa lý
Xã Nam Thắng có diện tích 5,98 km², dân số năm 2022 là 9.538 người, mật độ dân số đạt 1.594 người/km².

## Hành chính
Xã Nam Thắng được chia thành 8 thôn.

## Lịch sử
Ngày 28 tháng 9 năm 2024, Ủy ban Thường vụ Quốc hội ban hành Nghị quyết số 1201/NQ-UBTVQH15 về việc sắp xếp đơn vị hành chính cấp xã của tỉnh Thái Bình giai đoạn 2023 – 2025 (nghị quyết có hiệu lực từ ngày 1 tháng 11 năm 2024). Theo đó, thành lập xã Nam Tiến trên cơ sở toàn bộ 5,98 km² diện tích tự nhiên và quy mô dân số là 9.538 người của xã Nam Thắng.